# Jaelene Hinkle
Jaelene McKenzie Hinkle (Denver, 28. svibnja 1993.), američka je nogometašica i bivša reprezentativka SAD-a Igra na mjestu braniča.

## Životopis
U rodnom Denveru pohađala je kršćansku srednju školu, u kojoj je igrala nogomet i košarku. Kao članica košarkaške djevojčadi škole dvaput je bila proglašena najboljom strijelkinjom lige, a 2010. bila je i uvrštena u najbolju momčad konfederacije (godinu prije bila je u najboljoj momčadi  Colorada).
Za vrijeme studija na Sveučilištu Texas Tech u Lubbocku, igrala je u nogometnoj djevojčadi sveučilišta.

## Karijera

### Klupska
Na izboru nogometašica u klubove National Women's Soccer League (NWSL Draft) 2015. godine izabrana je u redove Western New York Flasha, s kojim potpisuje ugovor na jednu sezonu. Tijekom sezone, za djevojčad Flasha odigrala je 25 susreta u prvoj postavi i zabila 2 pogotka.
Sljedeće sezone potpisuje za North Carolina Courage.

### Reprezentativna
Nakon Svjetskog prvenstva 2015. u Kanadi izbornica nacionalne vrste Jill Ellis poziva Hinkle u zimski kamp. Prvi nastup za nacionalnu vrstu upisuje 21. listopada 2015. na utakmici protiv Brazila (1:1) održanoj u Seattlu.

## Osobni život
U američkoj javnosti je poznata po svojim svjedočenjima kršćanstva u svojim stavovima i odlukama.